# Gandamia
Gandamia è un comune rurale del Mali facente parte del circondario di Douentza, nella regione di Mopti.
Il comune è composto da 8 nuclei abitati:
- Banikane Peulh
- Banikane Sonrhaï
- Boula
- Bounti
- Ganah
- Kikara (centro principale)
- Mounouwel
- Tinahabou